# NSFNet
NSFNET (от англ. National Science Foundation Network) — компьютерная сеть Национального фонда науки США, образованная в 1984 году и служившая каркасом Интернета в начале 1990-х годов.

## История
В 1984 году Национальный фонд науки США (NSF) основал обширную межуниверситетскую сеть NSFNet, которая была составлена из более мелких сетей (включая известные тогда сети CSNET, Usenet и Bitnet). Сеть была построена на принципах ARPANET, но имела гораздо бо́льшую пропускную способность (56 кбит/с).
Сеть NSFNet первоначально ставила цель объединения исследовательского потенциала научных учреждений. В том же 1984 году Национальный фонд науки США начал финансирование создания пяти суперкомпьютерных центров:
- Центр Джона фон Неймана в Принстонском университете
- Суперкомпьютерный центр Сан-Диего[англ.] (SDSC), расположившийся на территории Калифорнийского университета в Сан-Диего (UCSD)
- Национальный центр суперкомпьютерных приложений (NCSA) при Иллинойском университете
- Центр теории[англ.] Корнеллского университета
- Питтсбургский суперкомпьютерный центр[англ.] (PSC) — совместный проект Университета Карнеги — Меллон, Питтсбургского университета и компании Westinghouse

Сеть NSFNet должна была соединить эти центры с научно-исследовательскими организациями.
Первоначально сеть NSFNet соединяла Национальный центр суперкомпьютерных приложений при Иллинойском университете и Центр теории Корнеллского университета. Но за первый же год работы к NSFNet подключились около 10 000 компьютеров, скоро за NSFNet стало закрепляться звание «Интернет». В 1990 году сеть ARPANET прекратила своё существование, полностью проиграв конкуренцию NSFNet.
К январю 1992 года месячный трафик NSFNet превысил 12 млрд пакетов данных (1 трлн байт). К сети было подключено около 7500 мелких сетей, из которых около 2500 находились за пределами США. В декабре 1994 года опорные каналы NSFNet были полностью переведены на стандарт T3, обеспечивающий скорость передачи данных 44,736 Мбит/с. В том же 1994 году месячный трафик NSFNet превысил 10 трлн байт, к сети было подключено 4 тысячи организаций и около 50 тысяч сетей в США, Канаде и Европе.
Однако скоро американское правительство приняло решение о передаче значительной части каналов NSFNet в общедоступное коммерческое использование. 30 апреля 1995 года сеть NSFNet была официально расформирована и вернулась к роли научно-исследовательской сети.

## NSFNet сегодня
Несмотря на снижение популярности, NSFNet продолжает существовать и служит своей изначальной цели объединения научного потенциала и вычислительных мощностей суперкомпьютеров. В настоящее время на базе NSFNet развивается известный проект Internet2, обеспечивающий цифровую связь на невероятно больших скоростях. К Internet2 имеют подключение многие университеты по всему миру, в России к Internet2 подключён МГУ.